# Albert Mangelsdorff
Albert Mangelsdorff (5. září 1928 Frankfurt nad Mohanem – 25. července 2005 tamtéž) byl německý hráč na pozoun a vůdčí osobnost evropského free jazzu.

## Život
Byl mladším bratrem saxofonisty Emila Mangelsdorffa, významného představitele ilegální jazzové scény v nacistickém Německu. V roce 1947 nastoupil jako kytarista do frankfurtského big bandu Otty Lautnera. Pak se přeorientoval na hru na pozoun, působil v frankfurtské opeře a v orchestru hesenského rozhlasu, který vedl Willy Berking. Zpočátku se zaměřil na cool jazz, po návratu z asijského turné se stal průkopníkem etno jazzu. Na Newportském jazzovém festivalu v roce 1958 vystoupil s Louisem Armstrongem. Roku 1961 založil vlastní jazzový kvintet.
V šedesátých letech Mangelsdorffovu tvorbu ovlivnil free jazz. Vyvinul multifonní techniku pozounové hry, využívající hrdelní zpěv. Hrál na nástroj od firmy Conn-Selmer. V roce 1975 spoluzaložil soubor United Jazz + Rock Ensemble, zabývající se stylem jazz fusion. Hrál s Johnem Lewisem, Manfredem Schoofem, Peterem Brötzmannem, Jacem Pastoriem, Barre Phillipsem, Johnem Marshallem, Friedrichem Guldou, Karin Krogovou, Klausem Doldingerem a Enricem Ravou. Roku 1980 ho časopis DownBeat vyhlásil nejlepším světovým pozounistou. Byl uměleckým ředitelem berlínského jazzového festivalu, získal čestný doktorát frankfurtské hudební akademie, Záslužný řád Spolkové republiky Německo a francouzský Řád umění a literatury. Německá jazzová unie uděluje na jeho počest od roku 1994 cenu Alberta Mangelsdorffa.

## Diskografie
- Tension (1963)
- Now Jazz Ramwong (1964)
- Animal Dance (1964)
- Folk Mond and Flower Dream (1967)
- Zo-Ko-Ma (1968)
- Albert Mangelsdorff and His Friends (1969)
- Never Let It End (1970)
- Couscouss de la Mauresque (1971)
- Spontaneous (1972)
- Trombirds (1973)
- Birds of Underground (1973)
- It's Up to You (1974)
- Outspan No. 1 (1975)
- Tromboneliness (1977)
- A Jazz Tune I Hope (MPS, 1979)
- Horns (1979)
- Two Is Company (1983)
- Reflections (1984)
- Ochsenzoll (1985)
- Hot Hut (1986)
- Moon at Noon (1987)
- Listen and Lay Back (1988)
- Rooty Toot (1990)
- Room 1220 (1993)
- Lanaya (1994)
- The Wake Keeping (1996)
- Looking Outside (2001)
- Music for Jazz Orchestra (2003)